# Helicobia
Helicobia is een vliegengeslacht uit de familie van de dambordvliegen (Sarcophagidae).

## Soorten
- H. morionella (Aldrich, 1930)
- H. rapax (Walker, 1849)
- H. stellata (Wulp, 1895)